# Allen-szamárnyúl
Az Allen-szamárnyúl (Lepus alleni) az emlősök (Mammalia) osztályának a nyúlalakúak (Lagomorpha) rendjébe, ezen belül a nyúlfélék (Leporidae) családjába tartozó faj.

## Elterjedése
Az USA délnyugati részén, Arizonában és Mexikó nyugati részén, Chihuahua, Nayarit, Sinaloa és Sonora államokban található meg.

## Alfajai
- Lepus alleni alleni
- Lepus alleni tiburonensis

## Megjelenése
Testhossza 45-60 centiméter, a farokhossza 3-10 centiméter, a füle 20 centiméter. Az oldala szürke és fehér a fara.

## Vadászata
A kaliforniai mode countryban egy mindössze csak 6-7 mérföld kerületű területen 3 hónap alatt közel 25.000 példányt öltek le.